# Italia en los Juegos Olímpicos de Londres 1948
Italia estuvo representada en los Juegos Olímpicos de Londres 1948 por un total de 213 deportistas que compitieron en 16 deportes.  
El portador de la bandera en la ceremonia de apertura fue el atleta Gianni Rocca.

## Medallistas
El equipo olímpico italiano obtuvo las siguientes medallas:
| Nombre | Deporte            | Competición                |
| --- | ------------------ | -------------------------- |
| Oro |                    |                            |
| Adolfo Consolini                                                                                             | Atletismo          | Disco M                    |
| Ernesto Formenti                                                                                             | Boxeo              | Pluma (58 kg) M            |
| Mario Ghella                                                                                                 | Ciclismo en pista  | Velocidad ind. M           |
| Renato Perona Ferdinando Terruzzi                                                                            | Ciclismo en pista  | Tándem M                   |
| Luigi Cantone                                                                                                | Esgrima            | Espada ind. M              |
| Pietro Lombardi                                                                                              | Lucha grecorromana | 52 kg M                    |
| Giuseppe Moioli Elio Morille Giovanni Invernizzi Francesco Faggi                                             | Remo               | Cuatro sin timonel (M4-) M |
| Equipo | Waterpolo          | Torneo M                   |
| Plata |                    |                            |
| Giuseppe Tosi                                                                                                | Atletismo          | Disco M                    |
| Amelia Piccinini                                                                                             | Atletismo          | Peso F                     |
| Edera Gentile-Cordiale                                                                                       | Atletismo          | Disco F                    |
| Spartaco Bandinelli                                                                                          | Boxeo              | Mosca (51 kg) M            |
| Gianbattista Zuddas                                                                                          | Boxeo              | Gallo (54 kg) M            |
| Arnaldo Benfenati Guido Bernardi Anselmo Citterio Rino Pucci                                                 | Ciclismo en pista  | Persecución por eqs. M     |
| Vincenzo Pinton                                                                                              | Esgrima            | Sable ind. M               |
| Manlio Di Rosa Edoardo Mangiarotti Giuliano Nostini Renzo Nostini Giorgio Pellini Saverio Ragno              | Esgrima            | Florete por eqs. M         |
| Carlo Agostoni Luigi Cantone Marco Antonio Mandruzzato Dario Mangiarotti Edoardo Mangiarotti Fiorenzo Marini | Esgrima            | Espada por eqs. M          |
| Gastone Darè Aldo Montano Renzo Nostini Vincenzo Pinton Mauro Racca Carlo Turcato                            | Esgrima            | Sable por eqs. M           |
| Giovanni Steffè Aldo Tarlao Alberto Radi                                                                     | Remo               | Dos con timonel (M2+) M    |
| Bronce |                    |                            |
| Carlo Monti Enrico Perucconi Antonio Siddi Michele Tito                                                      | Atletismo          | 4 × 100 m M                |
| Alessandro D'Ottavio                                                                                         | Boxeo              | Wélter (67 kg) M           |
| Ivano Fontana                                                                                                | Boxeo              | Medio (73 kg) M            |
| Edoardo Mangiarotti                                                                                          | Esgrima            | Espada ind. M              |
| Ercole Gallegati                                                                                             | Lucha grecorromana | 79 kg M                    |
| Guido Fantoni                                                                                                | Lucha grecorromana | +87 kg M                   |
| Romolo Catasta                                                                                               | Remo               | Scull ind. (M1x) M         |
| Felice Fanetti Bruno Boni                                                                                    | Remo               | Dos sin timonel (M2-) M    |